# 우월한 하루
《우월한 하루》는 팀 겟네임(Team Getname) 중 아루아니(Aruani)와 칸비(Carnby)가 2008년 말에 연재를 시작한 웹툰이다. 네이버의 나도 만화가에서 2008년에 연재를 시작하여 2009년 연재가 종료되었다. 2008년에 만들어졌으므로 2008년을 배경으로 하고 있다. 2022년에는 JTBC에서 이 작품을 원작으로 한 동명의 드라마가 방영되었다.

## 등장인물
- 이호철 (32)

| 직업   | 'U'금융회사 대리                         |
| 취미   | 공원으로 운동나가기                      |
| 가족   | 아내 한여옥(30), 딸 이선아(5)            |
| 좌우명 | 죽는 한이 있어도 살인은 저지르지 않는다. |

- 권시우 (27)

| 직업   | 디자이너                             |
| 취미   | 살인                                 |
| 가족   | 강아지 순돌이                        |
| 좌우명 | 당신을 죽인다. 그리고 난 우월해진다. |

- 배태진 (34)

| 직업   | 청부살인업자                                             |
| 가족   | 부모님                                                   |
| 좌우명 | 생명에는 귀천이 있다. 난 그 귀천에 맞는 죽음을 선사한다. |

## 같이 보기
- 팀 겟네임
- 교수인형
- 멜로홀릭
- 죽은 마법사의 도시